# Carl Osburn
Carl Towsend Osburn, né le 5 mai 1884 à Jacksontown et mort le 28 décembre 1966 à Saint Helena, est un officier de la Marine américaine et un tireur sportif américain. Il a remporté onze médailles olympiques dont cinq d'or, lors de trois olympiades différentes : en 1912 à Stockholm, 1920 à Anvers et 1924 à Paris.

## Biographie
Lors des Jeux olympiques d'été de 1912 à Stockholm, Carl Osburn remporte le titre olympique par équipe en tir à la carabine avec l'équipe américaine,. Les Américains terminent le concours avec 532 points, nettement devant les Britanniques, deuxièmes avec 511 points et les Allemands, troisièmes avec 510 points.
Arrivé à Anvers grâce au concours de l'Armée américaine, Carl Osburn écrit l'histoire du tir sportif aux Jeux olympiques d'été de 1920. Dans la compétition par équipe, il tire 53 points à 300 m en position debout dans le succès des Américains. Exerçant l'option de tirer à nouveau pour la compétition individuelle, il réussit le score de 56 points qui lui vaut un nouveau titre olympique.
Dans le concours individuel à 600 m des Jeux olympiques d'été de 1924 à Paris, Carl Osburn réussit une série de 95 points. Égalée par son compatriote Morris Fisher, cette performance lui permet de disposer un tour de barrage contre le champion olympique en titre. Battu sur le score de 48 à 45 points, Osburn doit se contenter de la médaille d'argent. Avec onze médaille olympiques, il est l'Américain le plus médaillé, avant d'être rejoint par Mark Spitz et Carl Lewis.

## Palmarès
- Jeux olympiques d'été de 1912 à Stockholm (Suède):
  -  Médaille d'or en carabine par équipes.
  -  Médaille d'argent en carabine libre à 600 m.
  -  Médaille d'argent en carabine libre à 300 m, trois positions.
  -  Médaille de bronze en petite carabine à 50 m par équipes.

- Jeux olympiques d'été de 1920 à Anvers (Belgique):
  -  Médaille d'or en carabine libre par équipes.
  -  Médaille d'or en carabine libre couché à 300 m par équipes.
  -  Médaille d'or en carabine d'ordonnance debout à 300 m.
  -  Médaille d'or en carabine libre 300 m+600 m par équipes.
  -  Médaille d'argent en carabine libre à 300 m debout par équipes.
  -  Médaille de bronze en tir au cerf courant coup simple à 100 m par équipes.

- Jeux olympiques d'été de 1924 à Paris (France):
  -  Médaille d'argent en carabine à 600 m.